# 출동! 도토리 구조대
《출동! 도토리 구조대》(영어: Get Squirrely)는 2015년 폴란드에서 개봉한 미국의 애니메이션 가족 코미디 영화이다.

## 줄거리
신사 다람쥐 ‘프랭키’와 숲벤져스의 탄생! 엉덩이 크림이 되기 전에 도토리를 구출하라!!
동물원에서 탈출해 고향 숲을 찾은 ‘프랭키’는 인간들이 도토리를 몽땅 휩쓸어갔다는 소식을 듣고, 고슴도치 친구 ‘코디’와 숲속 친구들을 불러 모은다. 폭탄 전문 박쥐, ‘플라이 보이` 독설 해커 보아뱀, ‘레이치’장애물 통과의 달인 생쥐, ‘리암’포크레인 천산갑 부녀, ‘팽고’와 ‘린’까지 개성 강한 멤버로 탄생한 도토리 구조대의 우당탕탕 구출 대작전이 펼쳐진다!

## 출연진
주연
- 제이슨 존스: 프랭키 역 (목소리)
- 윌 포트: 코디 역 (목소리)

조연
- 존 레귀자모: 플라이 보이 / 리암 역 (목소리)
- 사만다 비: 레이치 역 (목소리)
- 빅토리아 저스티스: 롤라 역 (목소리)
- 짐 커밍스: 에드지 / 베어 역 (목소리)
- 존 클리즈: 미스터 벨우드 역 (목소리)
- 존 클리랜드: 호크 역 (목소리)